# Flessingue
Flessingue ou Flissinga (em neerlandês: Vlissingen) é um município e uma cidade localizada no sudoeste dos Países Baixos. A cidade está localizada na ilha de Walcheren entre o rio Escalda e o Mar do Norte, onde teve um grande porto que falicitava o vai-vem de produtos para a Coroa Neerlandesa por séculos.